# Numero piramidale
Un numero piramidale è un numero figurato che rappresenta una piramide con una base ed un dato numero di lati. Il termine è usato in generale in riferimento ai numeri piramidali quadrati, che hanno quattro lati, ma si può riferire anche a:
- Numero tetraedrico (o numero piramidale triangolare; tre lati)
- Numero piramidale quadrato (quattro lati)
- Numero piramidale pentagonale (cinque lati)
- Numero piramidale esagonale (sei lati)
- Numero piramidale ettagonale (sette lati)
- Numero piramidale ottagonale (otto lati)
- ecc.

Una formula generale per un numero piramidale la cui base è un poligono regolare con k lati è
{\displaystyle P_{n}^{k}={\frac {n(n+1)[(k-2)n+5-k]}{6}}}